# 작전기동군
작전기동군(operation maneuver group; OMG)은 구 소련군의 작전교리로, 대NATO 전을 상정하고 재래식 전쟁 또는 제한 핵전쟁 상황에서의 운용을 목적으로 제창, 발전된 교리이다. 러시아군 현대화의 공헌자 M.N. 투하체프스키 등에 의해 주창된 종심작전교리의 발전형으로, 전선의 깊은 종심과 종심 이후로 존재하는 넓은 여유공간이란 이점을 가지는 방어측을 격파하기 위한 전술이다.
OMG의 운용방식은 다음과 같다.
1. 제병협동부대로 구성된 제1제대가 돌파구를 형성(또는 제한 핵전쟁 시 전술핵공격으로 형성)
2. 기갑부대를 주축으로 하는 OMG 투입
3. 투입된 OMG는 고속으로 적 후방을 교란

방어종심이 돌파되더라도 돌파제대는 대개 전투력의 한계로 인해 전선의 돌파구를 마련하는 데 그치게 되고, 방어측 또한 이러한 돌파제대에 대하여 역습을 수행하기 위한 예비대를 운용하므로 일반적으로 종심은 계속 유지되면서 전선이 전진 또는 후퇴하게 된다. OMG는 이러한 상황을 막기 위해, 단순히 돌파구를 유지/확대하기 위한 예비대의 투입 대신으로 고속 기동이 가능한 기계화 부대를 중심으로 적 후방 깊숙이 찔러넣는 충격부대가 된다. 구 소련군의 충격전술에 의거 대규모의 기갑부대 (군단급 또는 군급)를 일거에 돌파구를 통해 적의 후방을 교란함으로써 적 방어전선의 의미를 상실케 함과 동시에 정치적인 승리를 얻어내기 위한 목적을 갖는다.
이 교리는 이후 미군의 공지합동전 (Air Land Battle)로 이어지게 된다.